# 凱南斯維爾 (佛羅里達州)
凱南斯維爾（英語：Kenansville）是位於美國佛羅里達州奧西歐拉縣的一個非建制地區。該地的面積和人口皆未知。

## 地理
凱南斯維爾的座標為27°52′35″N 81°59′16″W / 27.87639°N 81.98778°W，而該地的平均海拔高度為21米（即69英尺）。